# Гурково (Добрицька область)
Гу́рково (болг. Гурково) — село в Добрицькій області Болгарії. Входить до складу общини Балчик.

## Населення
За даними перепису населення 2011 року у селі проживали 477 осіб.
Національний склад населення села:
| Національність   | Кількість осіб | Відсоток |
| ---------------- | -------------- | -------- |
| болгари          | 313            | 84,8%    |
| цигани           | 51             | 13,8%    |
| турки            | 4              | 1,1%     |
| Всього відповіли | 369            |          |

Розподіл населення за віком у 2011 році:
Динаміка населення: